# AIM 얼라이언스
AIM 얼라이언스(AIM alliance) 또는 파워PC 얼라이언스(PowerPC alliance)는 1991년 10월 2일 애플, IBM, 모토로라 간에 결성되었다.:69 그 목표는 POWER 명령어 세트 아키텍처를 기반으로 업계 전반에 걸친 개방형 표준 컴퓨팅 플랫폼을 만드는 것이었다.  이는 레거시 문제를 해결하고 업계의 미래를 보장하며 마이크로소프트의 독점 및 윈텔 독점과 경쟁하기 위한 것이었다. 이 동맹을 통해 Taligent, Kaleida Labs, 파워PC CPU 제품군, CHRP(Common Hardware Reference Platform) 하드웨어 플랫폼 표준 및 애플의 파워 맥 컴퓨터 라인이 출시되었다.